# Pallavolo ai Giochi della XXXI Olimpiade - Convocazioni alle qualificazioni al torneo maschile (CEV)
Elenco dei giocatori convocati per le qualificazioni europee ai Giochi della XXXI Olimpiade.

## Belgio
| N° | Nome                | Ruolo | Data di nascita  | Squadra              |
| -- | ------------------- | ----- | ---------------- | -------------------- |
| -  | Dominique Baeyens   | All   | 21 febbraio 1956 | -                    |
| 1  | Bram Van den Dries  | S/O   | 14 agosto 1989   | AZS Olsztyn          |
| 3  | Sam Deroo           | S     | 24 aprile 1992   | ZAKSA                |
| 4  | Pieter Coolman      | C     | 24 aprile 1989   | Roeselare            |
| 8  | Kévin Klinkenberg   | S     | 4 ottobre 1990   | Łuczniczka Bydgoszcz |
| 9  | Pieter Verhees      | C     | 8 dicembre 1989  | Milano               |
| 10 | Simon Van de Voorde | C     | 19 dicembre 1989 | Trentino             |
| 12 | Gert van Walle      | S     | 7 agosto 1987    | Beauvais             |
| 13 | Dennis Deroey       | L     | 14 agosto 1987   | Topvolley Antwerpen  |
| 14 | Jelle Ribbens       | L     | 17 marzo 1992    | Nice                 |
| 15 | Stijn D'Hulst       | P     | 24 aprile 1991   | Roeselare            |
| 16 | Matthias Valkiers   | P     | 8 aprile 1990    | Menen                |
| 17 | Tomas Rousseaux     | S/O   | 31 marzo 1994    | Milano               |
| 18 | Seppe Baetens       | S     | 13 febbraio 1989 | Asse-Lennik          |
| 20 | Arno van de Velde   | C     | 30 dicembre 1995 | Roeselare            |

## Bulgaria
| N° | Nome                | Ruolo | Data di nascita   | Squadra             |
| -- | ------------------- | ----- | ----------------- | ------------------- |
| -  | Plamen Konstantinov | All   | 14 giugno 1973    | -                   |
| 1  | Georgi Bratoev      | P     | 21 ottobre 1987   | Trentino            |
| 2  | Metodi Ananiev      | S     | 17 febbraio 1986  | Tomis Costanza      |
| 4  | Martin Bozhilov     | L     | 11 aprile 1988    | Marek Junion-Ivkoni |
| 7  | Miroslav Gradinarov | S     | 10 febbraio 1985  | FC Tokyo            |
| 8  | Todor Skrimov       | S     | 9 gennaio 1990    | Powervolley Milano  |
| 10 | Nikolaj Učikov      | S/O   | 13 aprile 1986    | -                   |
| 11 | Vladimir Nikolov    | S/O   | 3 ottobre 1977    | ASUL Lyon           |
| 12 | Viktor Josifov      | C     | 16 maggio 1985    | Top Volley Latina   |
| 13 | Teodor Salparov     | L     | 16 agosto 1982    | Zenit-Kazan         |
| 14 | Teodor Todorov      | C     | 1º settembre 1989 | Lugano              |
| 16 | Vladislav Ivanov    | L     | 14 marzo 1987     | ASUL Lyon           |
| 17 | Nikolaj Penčev      | S     | 22 maggio 1992    | Asseco Resovia      |
| 18 | Nikolaj Nikolov     | C     | 29 luglio 1986    | Paykan              |
| 20 | Lubomir Agontsev    | P     | 26 luglio 1987    | Montana             |

## Finlandia
| N° | Nome                | Ruolo | Data di nascita   | Squadra           |
| -- | ------------------- | ----- | ----------------- | ----------------- |
| -  | Tuomas Sammelvuo    | All   | 16 febbraio 1976  | -                 |
| 1  | Ville Juntura       | P     | 26 marzo 1988     | Raision Loimu     |
| 2  | Eemi Tervaportti    | P     | 26 luglio 1989    | Galatasaray       |
| 4  | Lauri Kerminen      | L     | 18 gennaio 1993   | Kuzbass           |
| 5  | Antti Siltala       | S     | 14 marzo 1984     | Enisej            |
| 6  | Niklas Seppänen     | S     | 30 giugno 1993    | Nice              |
| 7  | Eemeli Kouki        | S     | 26 ottobre 1991   | Hurrikaani-Loimaa |
| 8  | Elviss Krastins     | S     | 15 settembre 1994 | Vammalan          |
| 9  | Tommi Siirilä       | C     | 15 marzo 1988     | Kokkolan Tiikerit |
| 11 | Sauli Sinkkonen     | S/O   | 14 settembre 1989 | Rantaperkiön Isku |
| 13 | Antti Ropponen      | S/O   | 17 agosto 1995    | Kokkolan Tiikerit |
| 14 | Konstantin Shumov   | C     | 15 febbraio 1985  | Hurrikaani-Loimaa |
| 16 | Olli-Pekka Ojansivu | S/O   | 31 dicembre 1987  | Kokkolan Tiikerit |
| 18 | Jukka Lehtonen      | C     | 22 febbraio 1982  | LEKA              |
| 19 | Pasi Hyvärinen      | L     | 22 novembre 1987  | -                 |

## Francia
| N° | Nome              | Ruolo | Data di nascita  | Squadra        |
| -- | ----------------- | ----- | ---------------- | -------------- |
| -  | Laurent Tillie    | All   | 1º dicembre 1963 | -              |
| 1  | Jonas Aguenier    | C     | 28 aprile 1992   | Cannes         |
| 2  | Jenia Grebennikov | L     | 13 agosto 1990   | Lube           |
| 4  | Antonin Rouzier   | S/O   | 18 agosto 1986   | Arkas          |
| 6  | Benjamin Toniutti | P     | 30 ottobre 1989  | ZAKSA          |
| 7  | Kévin Tillie      | S     | 2 novembre 1990  | ZAKSA          |
| 9  | Earvin N'Gapeth   | S     | 21 febbraio 1991 | Modena         |
| 10 | Kévin Le Roux     | C     | 11 maggio 1989   | Halkbank       |
| 11 | Julien Lyneel     | S     | 15 aprile 1990   | Asseco Resovia |
| 13 | Pierre Pujol      | P     | 13 luglio 1984   | Cannes         |
| 14 | Nicolas Le Goff   | C     | 15 febbraio 1992 | Charlottenburg |
| 16 | Nicolas Maréchal  | S     | 4 marzo 1987     | Skra Bełchatów |
| 17 | Franck Lafitte    | C     | 8 marzo 1989     | Arago de Sète  |
| 18 | Nicolas Rossard   | L     | 23 maggio 1990   | Arago de Sète  |
| 21 | Mory Sidibé       | S/O   | 17 giugno 1987   | Sichuan        |

## Germania
| N° | Nome               | Ruolo | Data di nascita  | Squadra            |
| -- | ------------------ | ----- | ---------------- | ------------------ |
| -  | Vital Heynen       | All   | 12 giugno 1969   | -                  |
| 1  | Christian Fromm    | S     | 15 agosto 1990   | Sir Safety Perugia |
| 2  | Markus Steuerwald  | L     | 7 marzo 1989     | Paris              |
| 3  | Sebastian Schwarz  | S     | 2 ottobre 1985   | Trefl Gdańsk       |
| 6  | Denys Kaliberda    | S     | 24 giugno 1990   | Sir Safety Perugia |
| 8  | Marcus Böhme       | C     | 25 agosto 1985   | Cuprum Lubin       |
| 9  | György Grozer      | S/O   | 27 novembre 1984 | Samsung Bluefangs  |
| 10 | Christian Dünnes   | S     | 16 giugno 1984   | Rüsselsheim        |
| 11 | Lukas Kampa        | P     | 29 novembre 1986 | Czarni Radom       |
| 12 | Ferdinand Tille    | L     | 8 dicembre 1988  | Herrsching         |
| 13 | Simon Hirsch       | S/O   | 3 aprile 1992    | Top Volley Latina  |
| 14 | Tom Strohbach      | S     | 27 maggio 1992   | Rottenburg         |
| 15 | Tim Broshog        | C     | 2 dicembre 1987  | Maaseik            |
| 16 | Patrick Steuerwald | P     | 3 marzo 1986     | Herrsching         |
| 20 | Philipp Collin     | C     | 28 marzo 1990    | Tours              |

## Polonia
| N° | Nome              | Ruolo | Data di nascita  | Squadra         |
| -- | ----------------- | ----- | ---------------- | --------------- |
| -  | Stéphane Antiga   | All   | 3 febbraio 1976  | -               |
| 1  | Wojciech Żaliński | S     | 8 gennaio 1988   | Czarni Radom    |
| 3  | Dawid Konarski    | S/O   | 31 agosto 1989   | ZAKSA           |
| 6  | Bartosz Kurek     | S     | 29 agosto 1988   | Asseco Resovia  |
| 7  | Karol Kłos        | C     | 8 agosto 1989    | Skra Bełchatów  |
| 8  | Andrzej Wrona     | C     | 27 dicembre 1988 | Skra Bełchatów  |
| 9  | Mateusz Bieniek   | C     | 5 aprile 1994    | Effector Kielce |
| 10 | Damian Wojtaszek  | L     | 7 settembre 1988 | Asseco Resovia  |
| 11 | Fabian Drzyzga    | P     | 3 gennaio 1990   | Asseco Resovia  |
| 12 | Grzegorz Łomacz   | P     | 1º ottobre 1987  | Cuprum Lubin    |
| 13 | Michał Kubiak     | S     | 23 febbraio 1988 | Halkbank        |
| 17 | Paweł Zatorski    | L     | 21 giugno 1990   | ZAKSA           |
| 18 | Marcin Możdżonek  | C     | 9 febbraio 1985  | Cuprum Lubin    |
| 20 | Mateusz Mika      | S     | 21 gennaio 1991  | Trefl Gdańsk    |
| 21 | Rafał Buszek      | S     | 28 aprile 1987   | ZAKSA           |

## Russia
| N° | Nome              | Ruolo | Data di nascita   | Squadra               |
| -- | ----------------- | ----- | ----------------- | --------------------- |
| -  | Vladimir Alekno   | All   | 4 dicembre 1966   | Zenit-Kazan           |
| 1  | Aleksej Območaev  | L     | 22 maggio 1989    | Dinamo Mosca          |
| 3  | Dimitrij Kovalev  | P     | 15 marzo 1991     | Ural                  |
| 4  | Artëm Vol'vič     | C     | 22 gennaio 1990   | Lokomotiv Novosibirsk |
| 5  | Sergej Grankin    | P     | 21 gennaio 1985   | Dinamo Mosca          |
| 8  | Sergej Tetjuchin  | S     | 23 settembre 1975 | Belogor'e             |
| 9  | Jurij Berežko     | S     | 27 gennaio 1984   | Dinamo Mosca          |
| 11 | Andrej Aščev      | C     | 10 maggio 1983    | Zenit-Kazan           |
| 12 | Konstantin Bakun  | S/O   | 15 marzo 1985     | Gazprom-Jugra         |
| 15 | Dmitrij Ščerbinin | C     | 10 settembre 1989 | Dinamo Mosca          |
| 16 | Aleksej Verbov    | L     | 31 gennaio 1982   | Zenit-Kazan           |
| 17 | Maksim Michajlov  | S/O   | 19 marzo 1988     | Zenit-Kazan           |
| 18 | Aleksandr Volkov  | C     | 14 febbraio 1985  | Ural                  |
| 19 | Egor Kljuka       | S     | 15 giugno 1995    | Fakel                 |
| 22 | Aleksandr Markin  | S     | 28 luglio 1990    | Dinamo Mosca          |

## Serbia
| N° | Nome                    | Ruolo | Data di nascita  | Squadra               |
| -- | ----------------------- | ----- | ---------------- | --------------------- |
| -  | Nikola Grbić            | All   | 6 settembre 1973 | -                     |
| 2  | Nikola Kovačević        | S     | 14 febbraio 1983 | Lokomotiv Novosibirsk |
| 3  | Milan Katić             | S     | 22 ottobre 1993  | Galatasaray           |
| 4  | Nemanja Petrić          | S     | 28 luglio 1987   | Modena                |
| 7  | Dragan Stanković        | C     | 18 ottobre 1985  | Lube                  |
| 8  | Marko Ivović            | S     | 22 dicembre 1990 | Belogor'e             |
| 9  | Nikola Jovović          | P     | 13 febbraio 1992 | Milano                |
| 13 | Dražen Luburić          | S/O   | 2 novembre 1993  | Piacenza              |
| 14 | Aleksandar Atanasijević | S/O   | 4 settembre 1991 | Sir Safety Perugia    |
| 16 | Aleksa Brđović          | P     | 29 luglio 1993   | Gazprom-Jugra         |
| 17 | Neven Majstorović       | S     | 17 marzo 1989    | Czarni Radom          |
| 18 | Marko Podraščanin       | C     | 29 agosto 1987   | Lube                  |
| 19 | Nikola Rosić            | L     | 5 agosto 1984    | Lugano                |
| 20 | Srećko Lisinac          | C     | 17 maggio 1992   | Skra Bełchatów        |
| 22 | Aleksandar Okolić       | C     | 26 giugno 1993   | Stella Rossa          |